# Vladislav A Uspenskij
Vladislav Aleksandrovich Uspensky (Omsk (Sibèria), 7 de setembre, 1937 - Sant Petersburg (óblast de Leningrad ), 4 de juny, 2004), va ser un compositor soviètic i rus, professor al Conservatori de Sant Petersburg, autor del musical Anna Karenina. Artista del poble de la RSFSR (1988). Va ser alumne d'Aràpov i Xostakóvitx.
V. A. Uspensky és l'autor de les òperes Guerra amb les salamandres, Intervenció, així com de 8 ballets, cantates, més de 100 cançons, nombroses obres simfòniques, d'oratori i de cambra, música per a representacions dramàtiques, musicals i pel·lícules.

## Biografia
Vladislav Uspensky, el futur compositor va rebre les seves primeres lliçons de música de la seva primera mestra, la seva mare. Des de petit cantava al cor de l'església. El reconegut mestre de la música soviètica, Kabalevsky, esdevé el "padrí" del jove músic.
El 1955, Uspensky va ingressar a l'Escola de Música del Conservatori de Moscou, on va ser recomanat per Kabalevsky. Aquí el compositor va estudiar sota la direcció del professor de pensament original Frid, que va contribuir a l'expansió de les opinions sobre la música al segle XX. Vladislav Aleksandrovich es va graduar a la universitat el 1957 i immediatament després va entrar a la classe del professor B. A. Arapov al Conservatori de Leningrad. Durant els seus estudis al Conservatori, el cercle d'amistats del músic incloïa personalitats com Mstislav Rostropóvitx, Ievgueni Mravinski, Michail Waiman, Gutnikov, Brodsky, Shemyakin i Gordin.
El 1962, Uspensky va ingressar a l'Escola de Postgrau d'un dels compositors més grans del segle xx, el professor i professor D. D. Xostakóvitx, amb qui Vladislav Alexandrovich va estudiar fins al 1965. Aquesta trobada va ampliar la seva percepció artística, va establir les bases del domini cada cop més gran del compositor i també va aprofundir la seva comprensió de l'art. Xostakóvitx es va convertir en un exemple personal per a Uspenski de quin tipus de mestre del seu ofici havia de ser.
El principi moral de la música de V. Uspensky mereix una atenció especial. El seu gran mentor D. D. Xostakóvitx va dir això sobre el seu alumne: «V. A. Uspenski entén molt bé la importància ètica de la creativitat musical...».
Algunes de les obres famoses del compositor són l'òpera Guerra amb els tritons, escrita el 1968, i l'òpera Intervenció (1972). Vladislav Alexandrovich va escriure vuit ballets, com ara "Les grues volen" (1985), "Salvació" (1975), "Tu i el mar" (1980) i altres.
Durant un llarg període de temps, V. A. Uspensky es va dedicar a activitats docents. Així, després de completar els seus estudis de postgrau, del 1965 al 1967 va esdevenir professor al Departament de Teoria Musical del Conservatori Estatal de Leningrad. Després, de 1967 a 1972, va ser degà de la facultat teòrica i de composició de la Universitat Estatal de Música de Leningrad. El 1969 va esdevenir professor associat del departament de composició de la LOLG, i des del 1982, professor del departament de composició de la LOLG. Un altre assoliment del professor és la seva invitació el 1995 com a compositor a la Universitat Nacional de Seül (República de Corea del Sud) per impartir una sèrie de conferències i classes magistrals. El 1997 va ser compositor convidat a la Universitat Estatal de Lima (Perú), on també va impartir diverses conferències i classes magistrals.
Durant la seva carrera professional docent, Uspensky va formar més de 30 compositors graduats, entre els quals podem esmentar: Dorokhin (entre 1980 i 1990, vicepresident de la Unió Bielorussa de Compositors, professor de l'Acadèmia Estatal Bielorussa de Música), Kornelyuk, Quint, Irshai (membre de la Unió de Compositors de Sant Petersburg (Eslovàquia), Poddubny (membre de la Unió de Compositors de Sant Petersburg), Poplyanova (membre de la Unió Russa de Compositors), I. Chebotareva (Omsk), I. Blinnikova (República de Komi), I. Laenko (Mèxic), Pak Sin Jeong (República de Corea), Valdes Ortiz Dante Edmondo (Perú), A. Mikhailov (Bulgària), N. Haszler (Alemanya) i altres.
Les obres del compositor van ser interpretades per músics tan destacats com Boris Gutnikov, Pavel Serebryakov, Arvid Jansons, Irina Bogacheva, Gennady Rozhdestvensky, Vladislav Chernushenko, Sergei Leiferkus, Philipp Hirschhorn, Maxim Vengerov, Roberto Fabricciani, Wolfgang Stockmeier, i les estrelles del pop I Valentina Edita Koko Piekhazon Irina Ponarovskaya, Irina Miroshnichenko.
El 1999, Uspensky va crear i posar en escena un gran musical dramàtic, Anna Karènina, a Finlàndia, que va gaudir d'una enorme popularitat.
Va morir el 4 de juny de 2004 a Sant Petersburg als 67 anys. Va ser enterrat al Literatorskie Mostki del cementiri ortodox de Volkovskoye.

## Família
- Pare - Alexander Grigorievich Kolodkin (1910-1947).
- Mare - Vera Pavlovna Uspenskaya (1915-1979).
  - Esposa - Irina Evgenievna Taimanova (nascuda el 1941)[3], directora d'òpera, professora al Conservatori de Sant Petersburg, germana del jugador d'escacs Mark Taimànov.

## Premis
- 1976 — Orde de la Insígnia d'Honor
- 1980 - Artista Honorífic de la RSFSR (23 de desembre de 1980)
- 1988 - Artista del Poble de la RSFSR (22 de juny de 1988)
- 1998 — Orde del Mèrit per la Pàtria, 4t grau (26 de gener de 1998)
- 1999 — Guanyador del Premi D. D. Xostakóvitx de la Unió de Compositors de Rússia
- 2000 — Figura honorífica de la Unió de Compositors de Rússia
- 2001 — Guanyador del Premi del Govern de Sant Petersburg

## Filmografia
Participació en pel·lícules

| - 1993 - Te'n recordes (documental) Compositor - 1968 - El quadern Moabit - 1969 — La costa de la joventut - 1970 - Missió a Kabul - 1971 — Dos cavallers de Verona (pel·lícula-actuació) - 1973 — El col·lapse de l'enginyer Garin - 1973 — Gos Salat - 1975 — Crida - 1978 - Comissió d'Investigació - 1981 - Toc de queda - 1982 - El llarg camí cap a tu mateix - 1983 — Mesura preventiva | - 1984 — Rain (actuació cinematogràfica) - 1985 — BDT Trenta anys després (pel·lícula-actuació)[4] - 1985 - El fabulós viatge del Sr. Bilbo Baggins, El Hòbbit (pel·lícula-actuació) - 1986 — Guerra amb els tritons (pel·lícula-actuació) - 1987 — Hàbitat - 1987 — Nits Blanques. Una novel·la sentimental dels records d'un somiador (cinema-actuació de LenTV) - 1987 - Va venir el Dia del Record (pel·lícula-actuació) - 1987 - Oh, Melpòmene! (actuació cinematogràfica) - 1988 - Natalie (actuació cinematogràfica) - 1993 - Te'n recordes (documental) - 2000 — Casanova a Rússia (pel·lícula-actuació) |

## Activitats musicals i socials
- 1972 - Vicepresident de la Junta de la Unió de Compositors de Sant Petersburg
- 1972 — codirector del Festival Internacional «Primavera Musical a Sant Petersburg»
- 1980 a 2004 - membre del jurat de concursos d'interpretació i composició de tota Rússia i internacionals
- 1995 — Director general del Festival Internacional de Música Infantil
- 1996 — President del Consell de Música del Comitè de Cultura del Govern de Sant Petersburg
- 1999 — Secretari de la Unió de Compositors de Rússia

## Literatura
- VLADISLAV ALEXANDROVICH USPENSKY: [prefaci]. — A: "Musicus" BUTLLETÍ MUSICAL DE ST. CONSERVATORI ESTATAL DE SANCT PETERSBURG QUE PORTA EL NOM DE N.A. RIMSKY-KÓRSAKOV // Conservatori Estatal de Sant Petersburg que porta el nom de N.A. Rimski-Kórsakov (Sant Petersburg). - 2004. - Núm. 1. - Pàg. 36.
- SELIVERSTOVA N.B. EL GRAN MUSICAL DRAMÀTIC DE VLADISLAV USPENSKY "ANNA KARENINA": article. — A: "Musicus" BUTLLETÍ MUSICAL DE ST. CONSERVATORI ESTATAL DE SANCT PETERSBURG QUE PORTA EL NOM DE N.A. RIMSKY-KÓRSAKOV // Conservatori Estatal de Sant Petersburg que porta el nom de N.A. Rimski-Kórsakov (Sant Petersburg). - 2004. - Núm. 1. - Pàg. 37-44.